# Thomas Thorstensen
Thomas Thorstensen, född 18 maj 1880, död 18 juni 1953, var en norsk gymnast.
Thorstensen tävlade för Norge vid olympiska sommarspelen 1908 i London, där han var med och tog silver i lagmångkampen.
Vid olympiska sommarspelen 1912 i Stockholm var Thorstensen med och tog guld i lagtävlingen i fritt system. Hans bror, Gabriel Thorstensen, var också en del av det guldvinnande laget.